# Un outsider alla Casa Bianca
Un outsider alla Casa Bianca (titolo originale in inglese: Outsider in the White House) è una autobiografia politica pubblicata nel 2015 scritta da Huck Gutman ed il candidato presidenziale alle elezioni USA 2016 Bernie Sanders, con una postfazione a cura del giornalista John Nichols. È stato pubblicato inizialmente come Outsider in the House nel 1997.

## Contenuto
In una recensione a cura della rivista inglese Prospect, Outsider viene ritenuto un libro sorprendentemente attuale per essere una ristampa di un libro vecchio vent'anni, affermando che dopo che il lettore abbia superato la sezione sulla politica dell'era di Newt Gingrich, i problemi che Sanders stava affrontando negli anni novanta: l'impatto negativo del libero scambio nei salari americani, la disuguaglianza economica, i salari della classe operaia in calo, le spese superflue sull'esercito, la povertà e l'impatto negativo delle grandi aziende, sono contemporanei.   Infatti, secondo la rivista inglese, Bernie Sanders in questo libro assomiglia a Jeremy Corbyn, non è una sorpresa dato che entrambi sono stati socialisti democratici per tutta la loro vita politica.

## Edizioni
- (EN) Outsider in the House, con Huck Gutman (coautore), postfazione di John Nichols, New York, Verso, 1997, ISBN 978-1-85-984871-5. URL consultato il 16 giugno 2017.
- Un outsider alla Casa Bianca, traduzione di Sara Crimi e Laura Tasso, con Huck Gutman (coautore), prefazione all'edizione italiana di Marco d'Eramo, postfazione di John Nichols, postfazione all'edizione italiana di Carlo Formenti, Milano, Jaca Book, 2016, ISBN 978-88-1641-358-0.